# Pjotr Krjutjkov
Pjotr Petrovitj Krjutjkov (ryska: Пётр Петрович Крючков), född 12 november 1889 i Perm, död 15 mars 1938 i Kommunarka, Moskva, var en sovjetisk advokat. Han var Maksim Gorkijs sekreterare.

## Biografi
Pjotr Krjutjkov avlade juristexamen vid Sankt Petersburgs universitet. År 1916 anställde skådespelerskan Maria Andrejeva honom som sekreterare och personlig assistent. Andrejeva var då Gorkijs älskarinna; när den relationen tog slut blev hon istället Krjutjkovs älskarinna. Genom Andrejeva lärde Krjutjkov känna Gorkij. År 1928 anställde Gorkij Krjutjkov som privatsekreterare.
I samband med den stora terrorn greps Krjutjkov i slutet av 1937 och åtalades vid den tredje och sista Moskvarättegången (emellanåt kallad rättegången mot höger- och trotskistblocket); enligt åtalet skulle Krjutjkov ha varit delaktig i mordet på Gorkij år 1936. Inför statsåklagaren Andrej Vysjinskij bekräftade Krjutjkov sin inblandning i mordet och att han hade agerat på order av Genrich Jagoda, dåvarande chef för NKVD. Krjutjkov dömdes till döden och avrättades genom arkebusering.
Pjotr Krjutjkov blev rehabiliterad år 1988.